# Synagogue Aben Danan
La synagogue Aben Danan (en arabe : معبد ابن دهان; en hébreu : בית הכנסת אבן דאנן) est une synagogue de Fès, au Maroc qui date du XVIIe siècle.
Ce lieu de culte, construit vers la fin du XVIIe siècle, fut la propriété d’une famille de rabbins, les Abendanan, dont la lignée fassie remonte à la fin du XIVe siècle. Cette synagogue représente l’un des joyaux de la culture juive marocaine et l’une des plus importantes synagogues de l’Afrique du nord. Classée au patrimoine mondial de l’UNESCO, la synagogue Ibn Danan fut récemment rénovée. Elle est ouverte à la visite depuis 2013 en tant que synagogue-musée.

## Intérieur
La synagogue n'était autrefois qu'une des nombreuses synagogues situées à l'intérieur des murs de Fès, et non la plus élaborée. On y accède par une simple porte qui ne se distingue par rapport aux autres des maisons voisines. La porte mène immédiatement à une courte volée d'escaliers menant à l'espace rectangulaire de la synagogue. La construction est faite de maçonnerie recouverte de plâtre. Le plafond est en bois peint.

## Situation actuelle
Ré-inaugurée le 25 février 1999, elle est l'un des joyaux de la culture juive et un espace religieux privilégié pour le judaïsme marocain. À cette occasion, le conseiller du roi du Maroc, André Azoulay, a réaffirmé la dimension spirituelle et morale de cet événement en insistant sur les spécificités et la pérennité du judaïsme marocain.
il affirma qu'il « est bon que la tradition marocaine soit là pour nous rappeler avec force qu'il existe une lecture et une pratique différentes du judaïsme. Cette tradition aspire au dialogue, au respect d'autrui et plus que toute autre chose, à la tolérance et à la vertu du débat ». On apprend ainsi que plus d'un million de Juifs de par le monde se réfèrent spontanément à leurs racines et à leur identité marocaines[réf. souhaitée].
Aujourd'hui, malgré la grande vétusté du bâtiment - datant du milieu du XVIIe siècle - qui menaçait de s'effondrer vu son état de délabrement, tout a été rénové (pour deux millions d'euros)[réf. nécessaire]. Des inscriptions en hébreu sur les dalles murales donnent d'amples renseignements sur l'histoire de la famille et sur l'érudition de ses membres. Classée patrimoine universel mondial par l'UNESCO (avec trois autres lieux de culte de Fès), la synagogue Aben Danan, est la première à être restaurée, car son rôle fut prépondérant dans la culture et la religion hébraïques à travers tout le Maghreb ainsi que dans l'avènement des réformes.
Si sa restauration a duré une année, elle revit à présent en tant que synagogue-musée agrandie pour les visites culturelles et touristiques. La famille Danan de Fès, ses parents et amis, constitués en association à Paris, mais aussi beaucoup d'autres partenaires ont grandement contribué à cette réalisation.

## Galerie

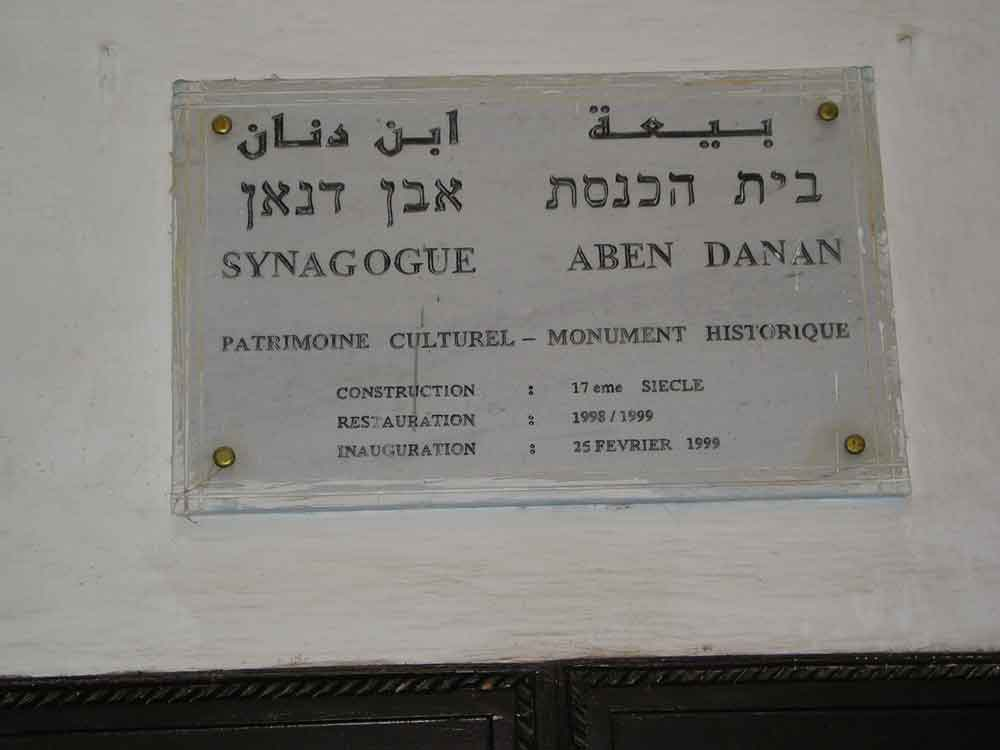
Plaque sur la synagogue
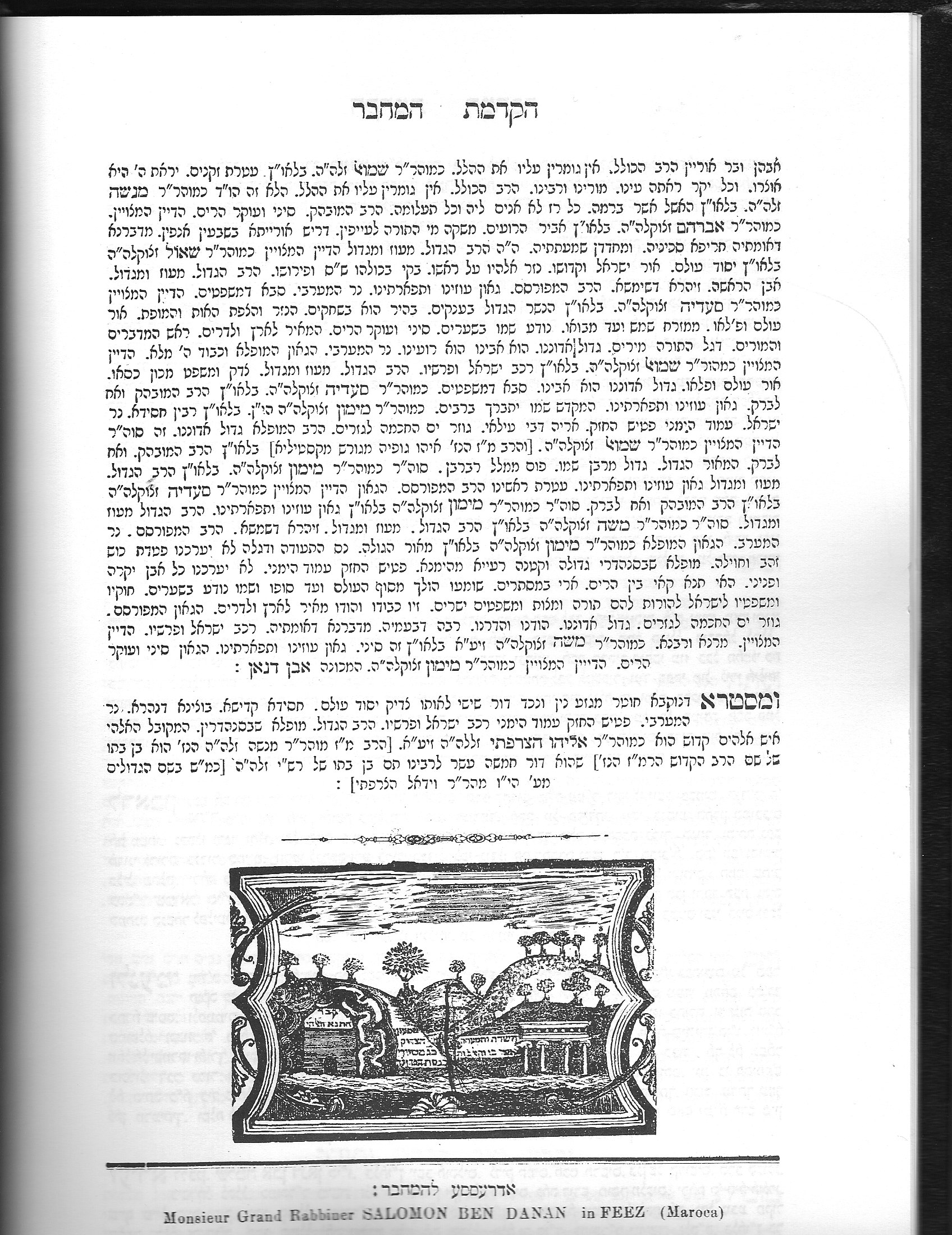
Asher Lishlomo
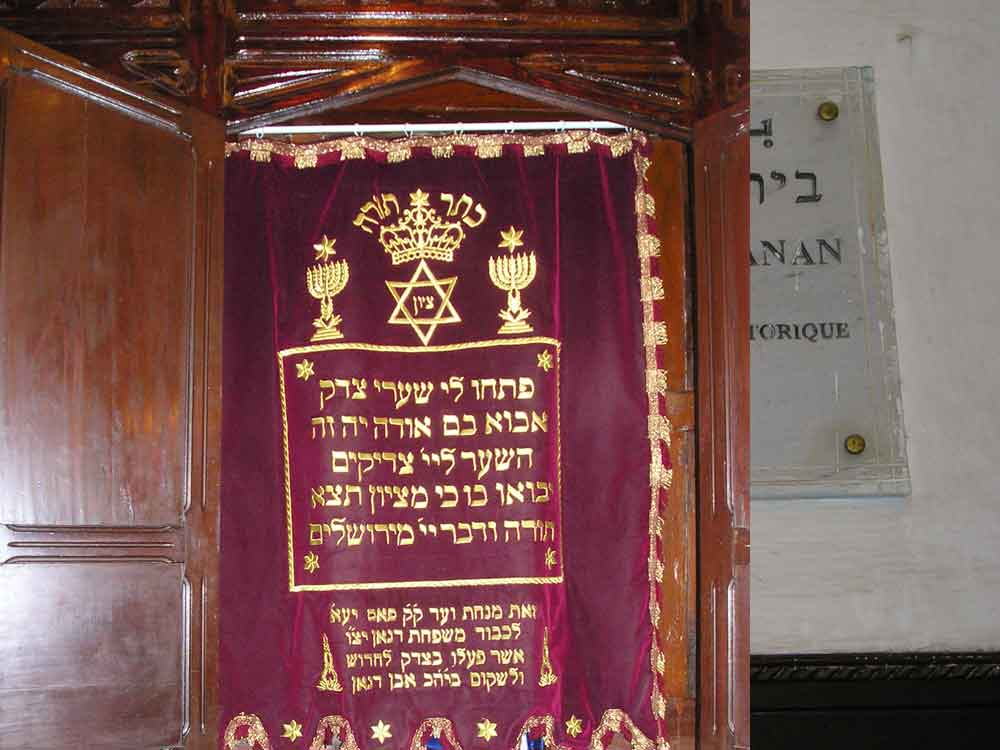
Arche sainte (Aron hakodesh)
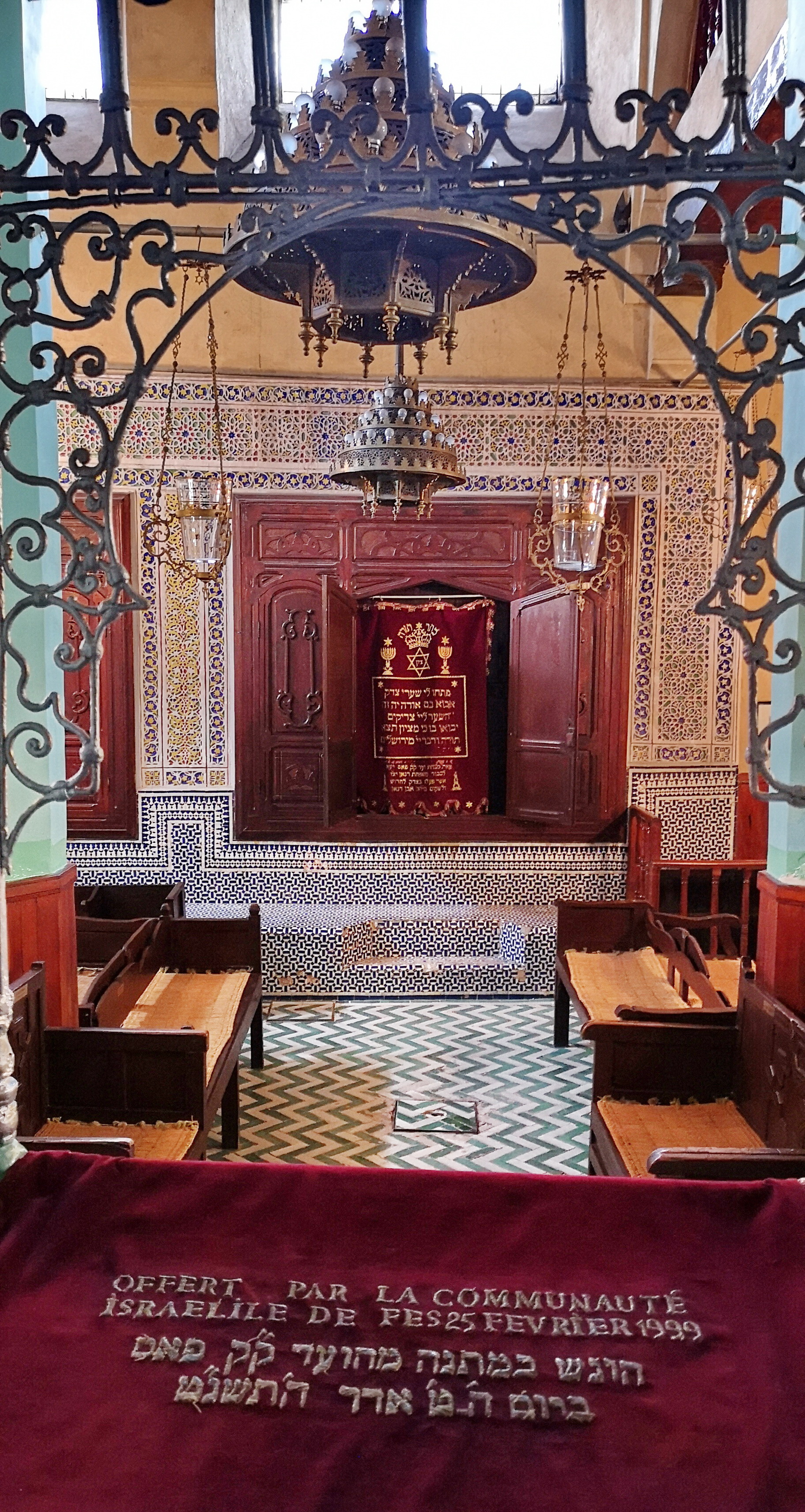